# J Sainsbury
Die Unternehmensgruppe J Sainsbury plc ist die Muttergesellschaft der britischen Supermarktkette Sainsbury's Supermarkets Ltd., kurz Sainsbury's.

## Unternehmen
Das erste Sainsbury's-Geschäft wurde 1869 von John James Sainsbury und seiner Frau Mary Ann in Drury Lane in Holborn, London eröffnet. 1922 wurde J Sainsbury als Privatunternehmen aufgestellt. Der Börsengang von J Sainsbury plc 1973 war bis dahin der größte an der London Stock Exchange. Heute besitzt die Familie schätzungsweise 35 % der Anteile.
1975 stieg Sainsbury's zusammen mit BHS in dem Joint Venture Sainsbury's SavaCentre in das Selbstbedienungswarenhaus-Konzept ein. Dies war der erste Versuch, Supermärkte mit einem großen Non-Food-Bereich in Großbritannien einzuführen. 1989 wurde Savacentre gänzlich von Sainsbury's übernommen. Das Selbstbedienungswarenhaus-Konzept hat sich in Großbritannien inzwischen weitgehend durchgesetzt, Rivalen wie ASDA und Tesco eröffnen immer größere Läden, daher wurde SavaCentre in die Supermarktsparte eingegliedert.
1979 gründete Sainsbury's die Heimwerkermarkt-Kette Homebase. Homebase hat bis 1995 seine Größe verdreifacht, indem es u. a. den Konkurrenten Texas Homecare von der Ladbroke Group Plc kaufte. Sainsbury's verkaufte Homebase im Dezember 2000 für £ 969 Millionen.

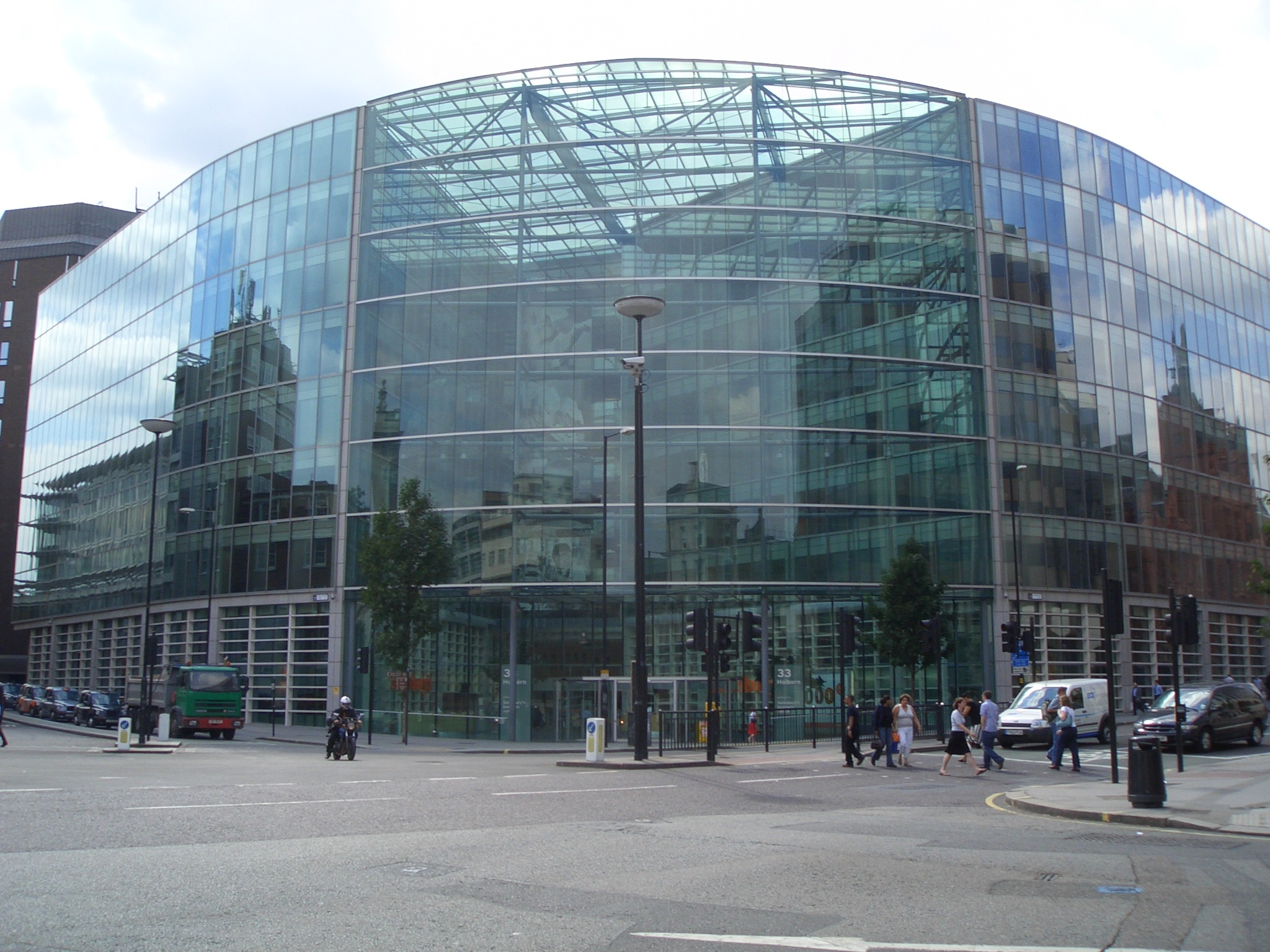
Hauptquartier von J Sainsbury in Holborn, London

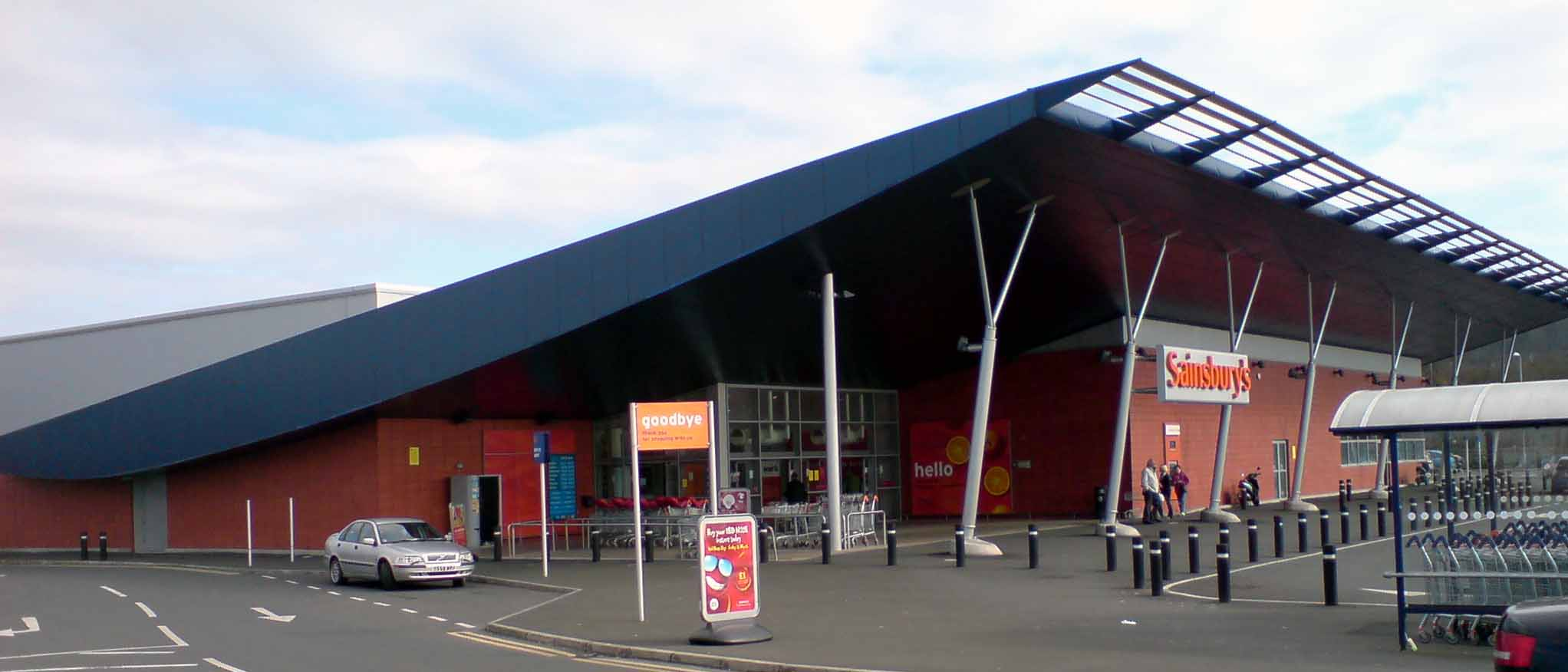
Sainsbury's nahe Belfast

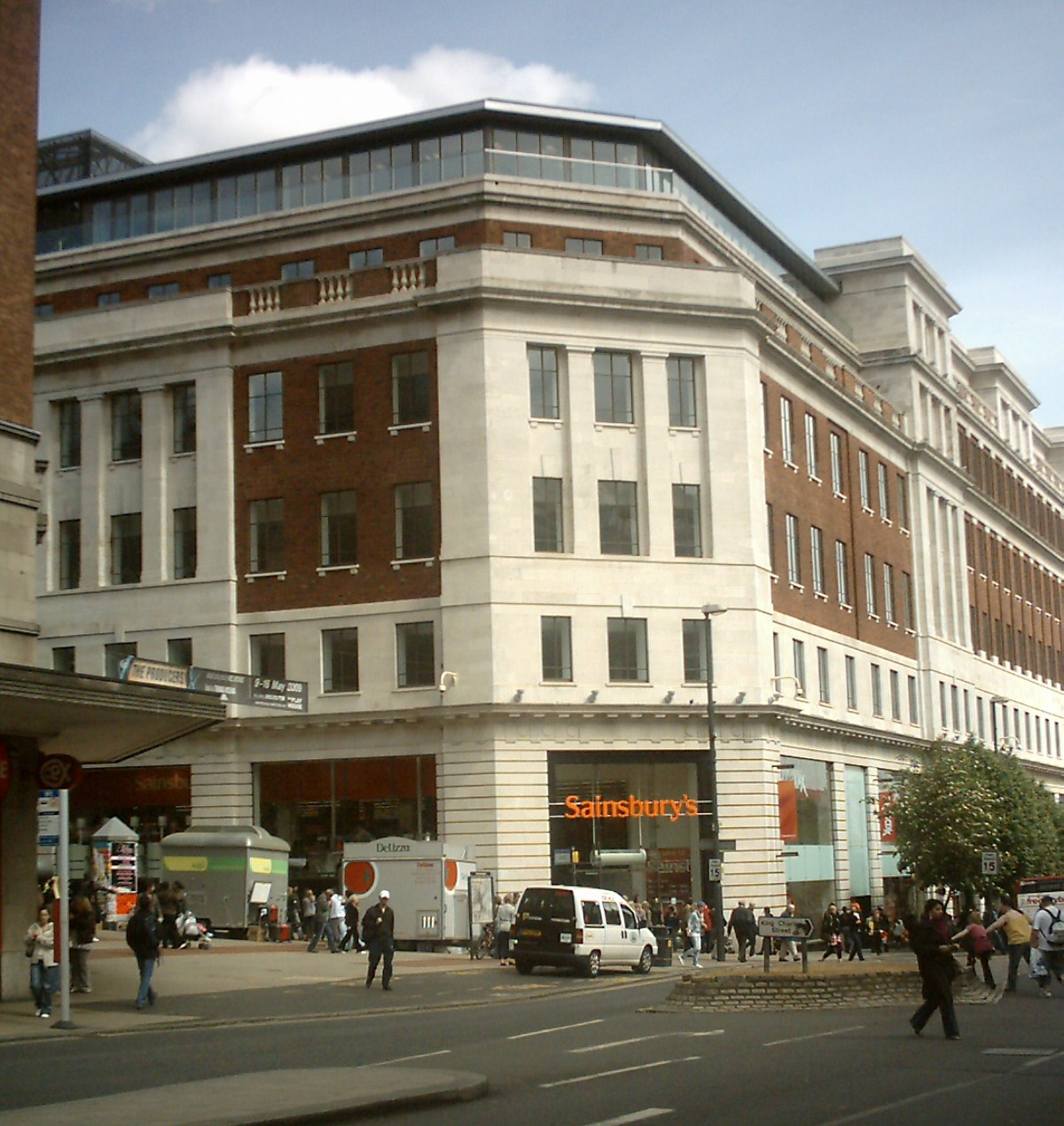
Sainsbury's in Leeds

Im November 1983 erwarb Sainsbury's 21 % von Shaw's Supermarkets, der zweitgrößten Lebensmittelgruppe im Nordosten der USA, und im Juni 1987 die Kontrollmehrheit. Trotz guter Erfolge von Shaw's verkaufte Sainsbury's die Gruppe am 30. April 2004.
1997 wurde Sainsbury's Bank, ein Joint Venture zwischen J Sainsbury plc. und der Bank of Scotland, gegründet.
Im Jahr 2001 bezog Sainsbury's sein neues Hauptquartier in Holborn, London. Sainsbury's hatte zuvor in Stamford House und 12 anderen Gebäuden in Southwark residiert. Das Gebäude wurde von dem Architektenbüro Foster and Partners entworfen und wurde auf dem Mirror-Group-Gelände der Andersen Consulting (jetzt Accenture) errichtet.
Seit April 2018 führten Asda und Sainsbury's Fusionsgespräche. Nach der Fusion hätten sie einen Marktanteil von 31,4 Prozent gehabt – und damit fast vier Prozent mehr als Tesco.  Im April 2019 wurde die Fusion jedoch von der britischen Regulierungsbehörde, der Competition and Markets Authority, untersagt.
Sainsbury's war einmal der Marktführer im britischen Einzelhandelsbereich, wird aber gegenwärtig hinter Tesco und ASDA verortet. Das Unternehmen hat aber mit einem neuen Geschäftsplan wieder aufgeholt.
Zur Gruppe gehören auch Grundstücks- und Finanzunternehmen. Eine eigene Gesellschaft verwaltet J Sainsburys Grundstücke und Immobilien (z. B. Läden) und entwickelt neue. Die Gesellschaft ist gelistet an der Londoner Börse und Bestandteil des britischen Aktienindex FTSE 100 Index.

## Die Familie Sainsbury
Die Familie Sainsbury hat seit dem Rückzug David Sainsburys aus der Geschäftsleitung keinen Anteil am operativen Geschäft mehr, obwohl sie etwa 35 % der Anteile besitzen. Seit dem Eintritt David Sainsburys in die Regierung Blair 1998 werden seine Anteile in einem Trustfond verwaltet, dadurch wird eine Übernahme der Gruppe so gut wie unmöglich, da dies die Zustimmung der Familie voraussetzte, die als unwahrscheinlich gilt.

## Nachweise
1. ↑  https://www.about.sainsburys.co.uk/about-us/management
2. 1 2  Annual Report and Financial Statements 2019. Auf: Website der Sainsbury’s Group, abgerufen am 4. August 2019.
3. ↑  https://www.independent.co.uk/news/sainsbury-s-buys-out-texas-diy-1569729.html
4. ↑  James Dawson: Asda and Sainsbury's in talks to merge into 'super-supermarket' in £10 billion deal. 28. April 2018, abgerufen am 12. August 2023 (amerikanisches Englisch).
5. ↑  Sainsbury's und Asda greifen Tesco an In: handelszeitung.ch, 30. April 2018, abgerufen am 2. Mai 2018.
6. ↑  Sainsbury's-Asda merger blocked by regulator. In: bbc.co.uk. 25. April 2019, abgerufen am 4. Februar 2024 (englisch).